# Tarcisio Burgnich
Tarcisio Burgnich (Ruda, 25 april 1939 – Forte dei Marmi, 26 mei 2021) was een Italiaans voetbalspeler die als verdediger speelde en nadien ook een loopbaan als trainer opbouwde.
Burgnich kwam gedurende zijn loopbaan uit voor Udinese, Juventus, Palermo, Inter en Napoli. Hij wordt vooral herinnerd voor zijn zeer succesvolle clubcarrière bij Inter Milaan, waar hij een belangrijk lid was van het Grande Inter-elftal onder trainer Helenio Herrera. Hij had samen met ploeggenoot Giacinto Facchetti een belangrijke rol in de defensieve speelstijl Catenaccio van Inter vanwege zijn snelheid, uithoudingsvermogen, drang naar voren en inzet. Burgnich won viermaal de Serie A, tweemaal de Europacup I en tweemaal de Intercontinental Cup met Inter. Op internationaal niveau vertegenwoordigde Burgnich het Italiaans voetbalelftal tijdens de Olympische Zomerspelen van 1960 en tijdens drie WK's. Hij was ook lid van het nationale team dat in 1968 het EK won, een primeur voor Italië.
Burgnich was een veelzijdige speler die op verschillende plekken in de verdediging inzetbaar was. Hij werd niet alleen ingezet als rechtsachter en centrale verdediger, maar ook als libero. Vanwege zijn imposante lichaamsbouw en fysieke speelstijl gaf Inter-teamgenoot Armando Picchi hem de bijnaam "La Roccia" (De Rots).

## Clubvoetbal

### Udinese
Burgnich is een product van de jeugdopleiding van Udinese, waar hij samenspeelde met Dino Zoff. In de een na laatste speelronde van het seizoen 1958/59 maakte Burgnich zijn debuut in het eerste elftal. Hij kwam als invaller binnen de lijnen in de wedstrijd tegen AC Milan (7-0 verlies), die op dat moment al zeker waren van de landstitel. Het volgende seizoen speelde hij 7 van de 34 wedstrijden mee. Udinese wist zich na barragewedstrijden tegen Lecco en Bari te handhaven op het hoogste niveau. Burgnich's goede spel zorgde ervoor dat hij werd opgenomen in de selectie van Italië voor de Olympische spelen van 1960.

### Juventus en Palermo
Op verzoek van Giampiero Boniperti haalde Juventus Burgnich in 1960 naar Turijn. De verdediger vertrok echter na één seizoen al omdat hij niet goed paste in de speelstijl van De Oude Dame. In dit seizoen werd wel de landstitel behaald. Hij maakte vervolgens via een ruiltransfer de overgang naar Palermo, dat het voorgaande seizoen was gepromoveerd naar de Serie A. Roberto Anzolin bewandelde de tegenovergestelde weg. Bij Palermo was Burgnich in het seizoen 1961/62 een vaste waarde. Burgnich scoorde op 18 februari 1962 zijn enige doelpunt voor de club. In een met 4-2 gewonnen wedstrijd tegen Juventus promoveerde hij een vrije trap tot een treffer. Hij speelde uiteindelijk 31 wedstrijden voor de club en eindigde het seizoen op de achtste plaats.

### Inter

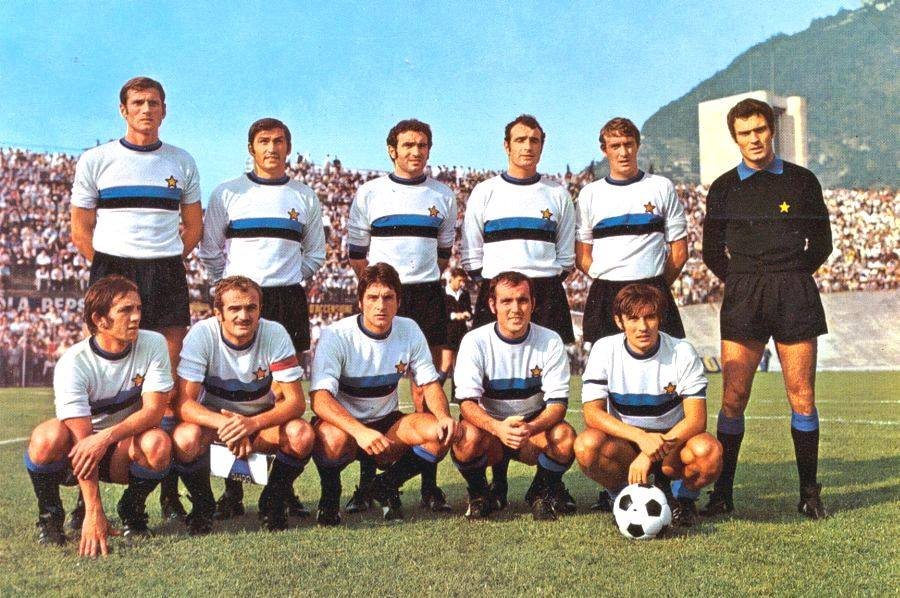
Burgnich (linksboven) namens Inter, seizoen 1970/71

In 1962 vertrok Burgnich naar Milaan om te gaan spelen voor Inter, dat 100 miljoen lire (circa € 50.000) voor hem betaalde. Net als eerder bij Juventus won Burgnich in zijn eerste seizoen bij zijn nieuwe club de Scudetto. Hij miste een klein deel van het seizoen vanwege militaire dienstplicht. Burgnich speelde uiteindelijk in twaalf seizoenen 467 wedstrijden voor de Nerazzurri, waarin hij zesmaal doel trof. Hij won viermaal de Scudetto, tweemaal de Europacup I en tweemaal de Intercontinental Cup met de club. De Europacup I werd in 1964 gewonnen ten koste van Real Madrid. Een jaar later werd de internationale prijs opnieuw behaalt. Ditmaal werd Benfica in de finale verslagen. Burgnich groeide uit tot een van de belangrijkste Inter-spelers van de jaren zestig, een tijdperk dat later in de clubgeschiedenis bekend kwam te staan als Grande Inter.

### Napoli
Burgnich nam in 1974 na twaalf seizoenen afscheid van Inter, nadat de nieuwe Inter-voorzitter Fraizzoli de bezem door de selectie had gehaald. Hij maakte vervolgens een controversiële overstap naar Napoli. Burgnich speelde de laatste drie seizoenen van zijn spelersloopbaan in Napels, waar hij fungeerde als libero in het elftal van Luís Vinício. In 1976 won hij zowel de Coppa Italia als de Anglo-Italian Cup met Napoli. Een jaar later besloot hij zijn voetbalschoenen aan de wilgen te hangen. Hij speelde in totaal 494 wedstrijden in de Serie A.

## Nationaal elftal

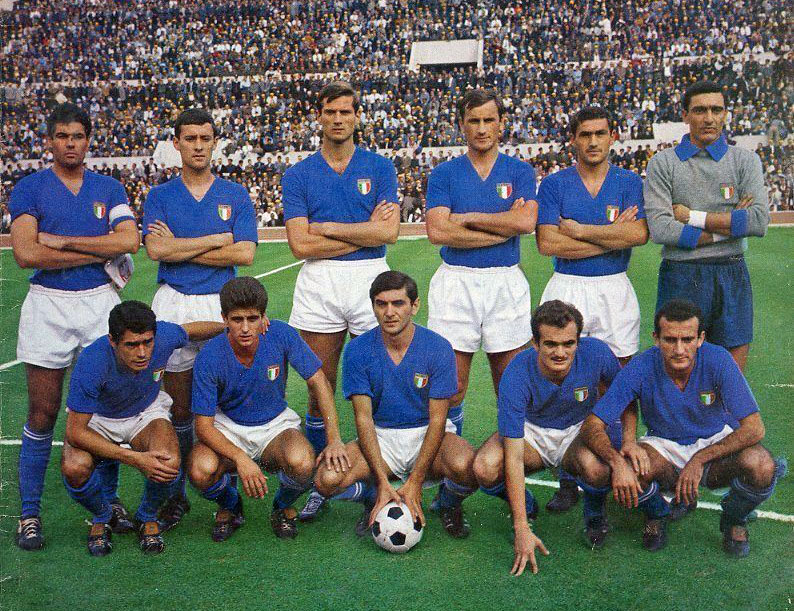
Burgnich (boven, tweede van rechts) namens Italië in 1965

Burgnich debuteerde op 10 november 1963 onder toenmalig bondscoach Edmondo Fabbri in het Italiaanse elftal. Op die dag speelde Italië een kwalificatiewedstrijd voor het EK 1964 tegen de Sovjet-Unie. Een jaar later speelde hij zijn tweede wedstrijd, een kwalificatiewedstrijd voor het WK 1966 tegen Finland.
Na twaalf interlands gespeeld te hebben maakte Burgnich zijn debuut op een wereldkampioenschap. Bondscoach Paolo Mazza had de verdediger opgenomen in selectie voor het WK 1966 in Engeland. Dit debuut was op 13 juli 1966 tegen Chili (2-0 winst), een wedstrijd die vanwege het vele geweld bekend zou komen te staan als Slag om Santiago. In de tweede groepswedstrijd, tegen de Sovjet-Unie, was Burgnich ook van de partij. Doordat Italië dit duel verloor en drie dagen later verrassend verloor van Noord-Korea, zat het toernooi er na drie wedstrijd op voor Burgnich en zijn landgenoten.
Burgnich oogstte wel succes op het EK twee jaar later in Italië. Gli Azzurri haalde de finale, waarin het aantrad tegen Joegoslavië. De wedstrijd eindigde na verlenging in 1-1, waarna werd besloten om twee dagen later een tweede finalewedstrijd te houden. Deze werd met 2-0 gewonnen en Italië kroonde zichzelf zodoende voor het eerst tot Europees kampioen. Burgnich speelde alle wedstrijden op het toernooi mee. Op het WK 1970 in Mexico maakte Burgnich zijn tweede interlanddoelpunt in de halve finale tegen West-Duitsland. Hij zette de 2-2 op het scorebord in de wedstrijd die Italië na verlenging met 4-3 wist te winnen. In de finale bleek het Brazilië van Pelé een maatje te groot.
Burgnich wist zich met Italië niet te kwalificeren voor het EK 1972 in België. Twee jaar later waren de Azzuri er op het WK 1974 wel bij. Italië kwam echter niet verder dan de groepsfase. Na de laatste groepswedstrijd tegen Polen (2-1 verlies) besloot Burgnich een punt te zetten achter zijn interlandloopbaan.

#### Gespeelde interlands
| Interlands van Tarcisio Burgnich voor Italië | Interlands van Tarcisio Burgnich voor Italië | Interlands van Tarcisio Burgnich voor Italië | Interlands van Tarcisio Burgnich voor Italië | Interlands van Tarcisio Burgnich voor Italië | Interlands van Tarcisio Burgnich voor Italië |
| No.                                          | Datum                                        | Wedstrijd                                    | Uitslag                                      | Competitie                                   | Goals                                        |
| Als speler bij Inter Milaan                  | Als speler bij Inter Milaan                  | Als speler bij Inter Milaan                  | Als speler bij Inter Milaan                  | Als speler bij Inter Milaan                  | Als speler bij Inter Milaan                  |
| -------------------------------------------- | -------------------------------------------- | -------------------------------------------- | -------------------------------------------- | -------------------------------------------- | -------------------------------------------- |
| 1                                            | 10 november 1963                             | Italië – Sovjet-Unie                         | 1 – 1                                        | Kwalificatie EK 1964                         |                                              |
| 2                                            | 4 november 1964                              | Italië – Finland                             | 6 – 1                                        | Kwalificatie WK 1966                         |                                              |
| 3                                            | 13 maart 1965                                | West-Duitsland – Italië                      | 1 – 1                                        | Vriendschappelijk                            |                                              |
| 4                                            | 18 april 1965                                | Polen – Italië                               | 0 – 0                                        | Kwalificatie WK 1966                         |                                              |
| 5                                            | 1 november 1965                              | Italië – Polen                               | 6 – 1                                        | Kwalificatie WK 1966                         |                                              |
| 6                                            | 9 november 1965                              | Schotland – Italië                           | 1 – 0                                        | Kwalificatie WK 1966                         |                                              |
| 7                                            | 7 december 1965                              | Italië – Schotland                           | 3 – 0                                        | Kwalificatie WK 1966                         |                                              |
| 8                                            | 19 maart 1966                                | Frankrijk – Italië                           | 0 – 0                                        | Vriendschappelijk                            |                                              |
| 9                                            | 14 juni 1966                                 | Italië – Bulgarije                           | 6 – 1                                        | Vriendschappelijk                            |                                              |
| 10                                           | 18 juni 1966                                 | Italië – Oostenrijk                          | 1 – 0                                        | Vriendschappelijk                            | 1                                            |
| 11                                           | 22 juni 1966                                 | Italië – Argentinië                          | 3 – 0                                        | Vriendschappelijk                            |                                              |
| 12                                           | 29 juni 1966                                 | Italië – Mexico                              | 5 – 0                                        | Vriendschappelijk                            |                                              |
| 13                                           | 13 juli 1966                                 | Italië – Chili                               | 2 – 0                                        | WK 1966                                      |                                              |
| 14                                           | 16 juli 1966                                 | Sovjet-Unie – Italië                         | 1 – 0                                        | WK 1966                                      |                                              |
| 15                                           | 1 november 1966                              | Italië – Sovjet-Unie                         | 1 – 0                                        | Vriendschappelijk                            |                                              |
| 16                                           | 22 maart 1967                                | Cyprus – Italië                              | 0 – 2                                        | Kwalificatie EK 1968                         |                                              |
| 17                                           | 1 november 1967                              | Italië – Cyprus                              | 5 – 0                                        | Kwalificatie EK 1968                         |                                              |
| 18                                           | 18 november 1967                             | Zwitserland – Italië                         | 2 – 2                                        | Kwalificatie EK 1968                         |                                              |
| 19                                           | 23 december 1967                             | Italië – Zwitserland                         | 4 – 0                                        | Kwalificatie EK 1968                         |                                              |
| 20                                           | 6 april 1968                                 | Bulgarije – Italië                           | 3 – 2                                        | Kwalificatie EK 1968                         |                                              |
| 21                                           | 20 april 1968                                | Italië – Bulgarije                           | 2 – 0                                        | Kwalificatie EK 1968                         |                                              |
| 22                                           | 5 juni 1968                                  | Italië – Sovjet-Unie                         | 0000000 – 0 (n.v.)1                          | EK 1968                                      |                                              |
| 23                                           | 8 juni 1968                                  | Italië – Joegoslavië                         | 000001 – 1 (n.v.)                            | EK 1968                                      |                                              |
| 24                                           | 10 juni 1968                                 | Italië – Joegoslavië                         | 2 – 0                                        | EK 1968                                      |                                              |
| 25                                           | 23 oktober 1968                              | Wales – Italië                               | 0 – 1                                        | Kwalificatie WK 1970                         |                                              |
| 26                                           | 1 januari 1969                               | Mexico – Italië                              | 2 – 3                                        | Vriendschappelijk                            |                                              |
| 27                                           | 5 januari 1969                               | Mexico – Italië                              | 1 – 1                                        | Vriendschappelijk                            |                                              |
| 28                                           | 29 maart 1969                                | Duitse Democratische Republiek – Italië      | 2 – 2                                        | Kwalificatie WK 1970                         |                                              |
| 29                                           | 24 mei 1969                                  | Italië – Bulgarije                           | 0 – 0                                        | Vriendschappelijk                            |                                              |
| 30                                           | 4 november 1969                              | Italië – Wales                               | 4 – 1                                        | Kwalificatie WK 1970                         |                                              |
| 31                                           | 22 november 1969                             | Italië – Duitse Democratische Republiek      | 3 – 0                                        | Kwalificatie WK 1970                         |                                              |
| 32                                           | 21 februari 1970                             | Spanje – Italië                              | 2 – 2                                        | Vriendschappelijk                            |                                              |
| 33                                           | 10 mei 1970                                  | Portugal – Italië                            | 1 – 2                                        | Vriendschappelijk                            |                                              |
| 34                                           | 3 juni 1970                                  | Italië – Zweden                              | 1 – 0                                        | WK 1970                                      |                                              |
| 35                                           | 6 juni 1970                                  | Italië – Uruguay                             | 0 – 0                                        | WK 1970                                      |                                              |
| 36                                           | 11 juni 1970                                 | Italië – Israël                              | 0 – 0                                        | WK 1970                                      |                                              |
| 37                                           | 14 juni 1970                                 | Italië – Mexico                              | 4 – 1                                        | WK 1970                                      |                                              |
| 38                                           | 17 juni 1970                                 | Italië – West-Duitsland                      | 000004 – 3 (n.v.)                            | WK 1970                                      | 1                                            |
| 39                                           | 21 juni 1970                                 | Brazilië – Italië                            | 4 – 1                                        | WK 1970                                      |                                              |
| 40                                           | 31 oktober 1970                              | Oostenrijk – Italië                          | 1 – 2                                        | Kwalificatie EK 1972                         |                                              |
| 41                                           | 8 december 1970                              | Italië – Ierland                             | 3 – 0                                        | Kwalificatie EK 1972                         |                                              |
| 42                                           | 20 februari 1971                             | Italië – Spanje                              | 1 – 2                                        | Vriendschappelijk                            |                                              |
| 43                                           | 10 mei 1971                                  | Ierland – Italië                             | 1 – 2                                        | Kwalificatie EK 1972                         |                                              |
| 44                                           | 9 juni 1971                                  | Zweden – Italië                              | 0 – 0                                        | Kwalificatie EK 1972                         |                                              |
| 45                                           | 25 september 1971                            | Italië – Mexico                              | 2 – 0                                        | Vriendschappelijk                            |                                              |
| 46                                           | 9 oktober 1971                               | Italië – Zweden                              | 3 – 0                                        | Kwalificatie EK 1972                         |                                              |
| 47                                           | 4 maart 1972                                 | Griekenland – Italië                         | 2 – 1                                        | Vriendschappelijk                            |                                              |
| 48                                           | 29 april 1972                                | Italië – België                              | 0 – 0                                        | Kwalificatie EK 1972                         |                                              |
| 49                                           | 13 mei 1972                                  | België – Italië                              | 2 – 1                                        | Kwalificatie EK 1972                         |                                              |
| 50                                           | 17 juni 1972                                 | Roemenië – Italië                            | 3 – 3                                        | Vriendschappelijk                            |                                              |
| 51                                           | 21 juni 1972                                 | Bulgarije – Italië                           | 1 – 1                                        | Vriendschappelijk                            |                                              |
| 52                                           | 20 september 1972                            | Italië – Joegoslavië                         | 3 – 1                                        | Vriendschappelijk                            |                                              |
| 53                                           | 7 oktober 1972                               | Luxemburg – Italië                           | 0 – 4                                        | Kwalificatie WK 1974                         |                                              |
| 54                                           | 21 oktober 1972                              | Zwitserland – Italië                         | 0 – 0                                        | Kwalificatie WK 1974                         |                                              |
| 55                                           | 13 januari 1973                              | Italië – Turkije                             | 0 – 0                                        | Kwalificatie WK 1974                         |                                              |
| 56                                           | 25 februari 1973                             | Turkije – Italië                             | 0 – 1                                        | Kwalificatie WK 1974                         |                                              |
| 57                                           | 31 maart 1973                                | Italië – Luxemburg                           | 5 – 0                                        | Kwalificatie WK 1974                         |                                              |
| 58                                           | 9 juni 1973                                  | Italië – Brazilië                            | 2 – 0                                        | Vriendschappelijk                            |                                              |
| 59                                           | 14 juni 1973                                 | Italië – Engeland                            | 2 – 0                                        | Vriendschappelijk                            |                                              |
| 60                                           | 29 september 1973                            | Italië – Zweden                              | 2 – 0                                        | Vriendschappelijk                            |                                              |
| 61                                           | 20 oktober 1973                              | Italië – Zwitserland                         | 2 – 0                                        | Kwalificatie WK 1974                         |                                              |
| 62                                           | 14 november 1973                             | Engeland – Italië                            | 0 – 1                                        | Vriendschappelijk                            |                                              |
| 63                                           | 8 juni 1974                                  | Oostenrijk – Italië                          | 0 – 0                                        | Vriendschappelijk                            |                                              |
| 64                                           | 15 juni 1974                                 | Italië – Haïti                               | 3 – 1                                        | WK 1974                                      |                                              |
| 65                                           | 19 juni 1974                                 | Italië – Argentinië                          | 1 – 1                                        | WK 1974                                      |                                              |
| 66                                           | 23 juni 1974                                 | Polen – Italië                               | 2 – 1                                        | WK 1974                                      |                                              |

## Trainerscarrière
Na zijn spelersloopbaan was Burgnich circa twintig jaar actief als trainer. Hierin behaalde hij weinig successen.

## Erelijst

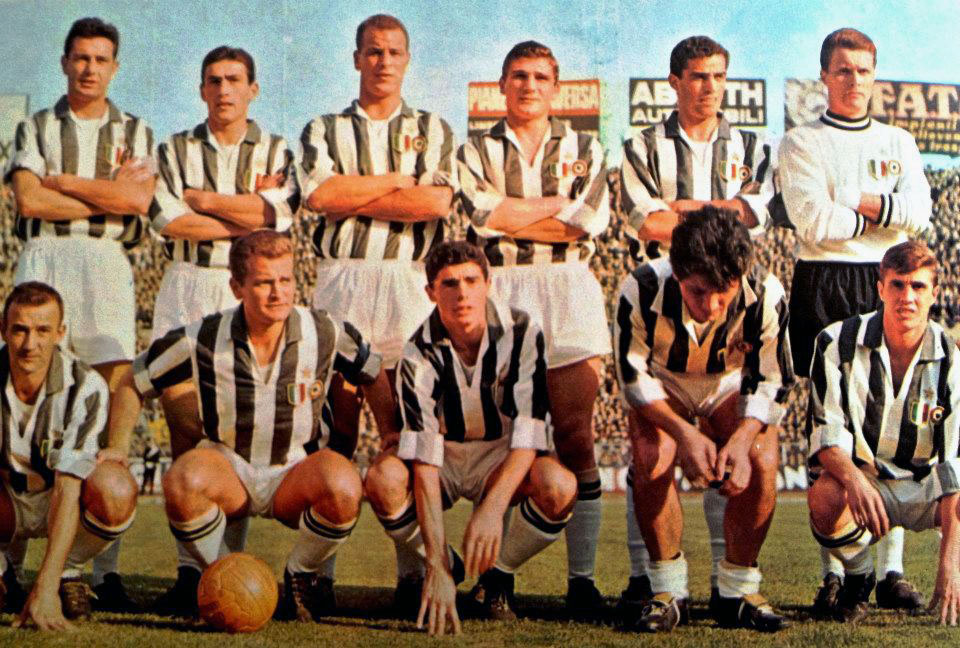
Burgnich (boven, tweede van links) werd in 1961 landskampioen met Juventus.

### Club
Juventus
- Serie A: 1960/61

 Inter
- Serie A: 1962/63, 1964/65, 1965/66, 1970/71
- Europacup I: 1964, 1965
- Intercontinental Cup: 1964, 1965

 Napoli
- Anglo-Italian League Cup: 1976
- Coppa Italia: 1975/76

### Internationaal
Italië
- Europees kampioen: 1968